# Federação de Futebol do Estado do Rio de Janeiro
La Federazione calcistica statale di Rio de Janeiro (FERJ) è la principale entità calcistica dello Stato di Rio de Janeiro ed è responsabile dell'organizzazione dei campionati di calcio in tutto lo stato. La sede della FERJ si trova al Maracanã.

## Entità precedenti
| Periodo   | Distretto Federale / Stado di Guanabara | Ex stato di Rio de Janeiro                                                                             |
| --------- | --- | --- |
| 1906      | Liga Metropolitana de Football | — |
| 1907–1911 | Liga Metropolitana de Sports Athleticos | — |
| 1912      | Liga Metropolitana de Sports Athleticos Associação de Football do Rio de Janeiro (registrada em cartório tornando-se oficial, pois não havia órgão centralizador de football, a FBS/CBD (atual CBF) só foi fundada em 1914) | — |
| 1913–1914 | Liga Metropolitana de Sports Athleticos após fusão da AFRJ com LMSA | — |
| 1915–1916 | Liga Metropolitana de Sports Athleticos | Liga Sportiva Fluminense                                                                               |
| 1917–1918 | Liga Metropolitana de Desportos Terrestres | Liga Sportiva Fluminense Associação Fluminense de Desportos Terrestres (dissidentes)                   |
| 1919–1923 | Liga Metropolitana de Desportos Terrestres | Liga Sportiva Fluminense                                                                               |
| 1924      | Liga Metropolitana de Desportos Terrestres Associação Metropolitana de Esportes Athleticos (dissidentes) | Liga Sportiva Fluminense                                                                               |
| 1925      | Liga Metropolitana de Desportos Terrestres Associação Metropolitana de Esportes Athleticos (dissidentes) | Liga Sportiva Fluminense Associação Fluminense de Esportes Athleticos (dissidentes)                    |
| 1926      | Liga Metropolitana de Desportos Terrestres Associação Metropolitana de Esportes Athleticos (dissidentes) | Federação Fluminense de Desportos Associação Fluminense de Esportes Athleticos (dissidentes)           |
| 1927–1932 | Liga Metropolitana de Desportos Terrestres Associação Metropolitana de Esportes Athleticos (dissidentes) | Associação Fluminense de Esportes Athleticos                                                           |
| 1933–1934 | Associação Metropolitana de Esportes Athleticos (amadora) Liga Carioca de Football (dissidentes sem vínculo com a CBD/CBF) (profissional)                                                                                   | Associação Fluminense de Esportes Athleticos (amadora) Federação Fluminense de Esportes (profissional) |
| 1935–1936 | Federação Metropolitana de Desportos (profissional) Liga Carioca de Football (dissidentes sem vínculo com a CBD/CBF)) (profissional)                                                                                        | Associação Fluminense de Esportes Athleticos (amadora) Federação Fluminense de Esportes (profissional) |
| 1937–1940 | Liga de Football do Rio de Janeiro | Associação Fluminense de Esportes Athleticos (amadora) Federação Fluminense de Esportes (profissional) |
| 1941–1959 | Federação Metropolitana de Futebol | Federação Fluminense de Desportos                                                                      |
| 1960–1978 | Federação Carioca de Futebol | Federação Fluminense de Desportos (ultima antecedente, conosciuta con l'acronimo FFD)                  |